# Інзімахі
Інзімахі (рос. Инзимахи) — село Акушинського району Дагестану. Входить до складу муніципального утворення Акушинська сільрада.
Населення — 1383 (2010).

## Населення
За даними перепису населення 2002 року в селі мешкало 1177 осіб. У тому числі 573 (48,68 %) чоловіка та 604 (51,32 %) жінки.
Переважна більшість мешканців — даргинці (100 % від усіх мешканців). У селі переважає північнодаргинська мова.